# Otto Hofmann
Otto Ludwig Karl Adam Hofmann (Innsbruck, 16 maart 1896 - Bad Mergentheim, 31 december 1982) was een Oostenrijkse officier en SS-Obergruppenführer (luitenant-generaal) tijdens de Tweede Wereldorlog. Hij maakte tijdens de naziperiode deel uit van het ministerie voor Rassenvestiging.
Oorspronkelijk opgeleid als wijnhandelaar werd Hofmann in 1931 lid van de SS. In de periode 1937-1943 was Hofmann het hoofd van de SS-Rasse und Siedlungshauptamt (RuSHA) (Ras en Vestigingsbureau) binnen de SS. In zijn ambt nam hij ook deel aan de Wannseeconferentie op 20 januari 1942. In 1943 werd hij overgeplaatst naar Stuttgart als SS-leider voor de politie in Zuidoost-Duitsland.
In 1948 werd hij veroordeeld tot 25 jaar gevangenisstraf voor oorlogsmisdaden maar hij werd vrijgelaten in 1954.

## Familie[1]
Op 16 juli 1918 trouwde Hofmann met de dochter van de wijnverkoper Carl Giessing. Het huwelijk werd in juli 1925 ontbonden. Hij hertrouwde op 6 januari 1927 met de Gertrud Maria Strerath (geboren 15 februari 1900 in Rheydt/Rijnland) de dochter van een spoorweg medewerker. Het echtpaar kreeg een dochter, en adopteerde twee zonen (5 juni 1936 en 20 april 1938).

## Carrière
Hofmann bekleedde verschillende rangen in zowel de Allgemeine-SS als Waffen-SS. De volgende tabel laat zien dat de bevorderingen niet synchroon liepen.
| Datum                                                              | Beiers leger            | Allgemeine-SS          | Waffen-SS                       | Polizei                |
| ------------------------------------------------------------------ | ----------------------- | ---------------------- | ------------------------------- | ---------------------- |
| 28 augustus 1914                                                   | Kriegsfreiwilliger      | —                      | —                               | —                      |
| 5 mei 1915                                                         | Gefreiter               | —                      | —                               | —                      |
| 13 augustus 1915                                                   | Unteroffizier           | —                      | —                               | —                      |
| 22 maart 1916                                                      | Offizier-Anwärter       | —                      | —                               | —                      |
| 9 juli 1917                                                        | Vizewachtmeister        | —                      | —                               | —                      |
| 1 maart 1917                                                       | Offiziersstellvertreter | —                      | —                               | —                      |
| 6 maart 1917 (eerste zonder Patent, later Patent van 6 maart 1917) | Leutnant der Reserve    | —                      | —                               | —                      |
| 1 april 1931                                                       | —                       | SS-Anwärter            | —                               | —                      |
| 20 mei 1931                                                        | —                       | SS-Mann                | —                               | —                      |
| 30 juli 1931                                                       | —                       | SS-Truppführer         | —                               | —                      |
| 17 december 1931 (datum indiensttreding in de SS)                  | —                       | SS-Sturmführer         | —                               | —                      |
| 9 september 1932                                                   | —                       | SS-Sturmhauptführer    | —                               | —                      |
| 30 januari 1933                                                    | —                       | SS-Sturmbannführer     | —                               | —                      |
| 1 januari 1934                                                     | —                       | SS-Obersturmbannführer | —                               | —                      |
| 20 april 1934                                                      | —                       | SS-Standartenführer    | —                               | —                      |
| 15 september 1935                                                  | —                       | SS-Oberführer          | —                               | —                      |
| 10 september 1939                                                  | —                       | SS-Brigadeführer       | —                               | —                      |
| 20 april 1941                                                      | —                       | SS-Gruppenführer       | —                               | —                      |
| 21 juni 1942                                                       | —                       | —                      | Generalleutnant in de Waffen-SS | —                      |
| 21 juni 1943                                                       | —                       | SS-Obergruppenführer   | —                               | Generaal in de politie |
| 1 juli 1944 - 20 juli 1944                                         | —                       | —                      | Generaal in de Waffen-SS        | —                      |

## Lidmaatschapsnummers
- NSDAP-nr.: 145 729[16] (lid geworden 1923, hernieuwd lid 1 augustus 1929[10][17])
- SS-nr.: 7646[16] (lid geworden 1 april 1931[10] - 17 december 1931[17])

## Decoraties
Selectie:
- IJzeren kruis 1914, 1e Klasse[4] (18 november 1918[4] - 16 augustus 1917[10][18]) en 2e Klasse[4] (21 december 1916[4][10][18])
- Kruis voor Oorlogsverdienste, 1e Klasse en 2e Klasse (1 september 1942[10][18]) met Zwaarden
- Gouden Ereteken van de NSDAP[4] (nr.30106[19]) op 30 januari 1943[10][18]
- Badge voor Observatieofficieren vanuit vliegtuigen op 10 januari 1919[4][10][15][18]
- Kruis der Vierde Klasse in de Orde van Militaire Verdienste met Zwaarden op 8 mei 1915[10][18]
- Kruis der Derde Klasse in de Orde van Militaire Verdienste met Zwaarden op 10 januari 1919[10][18]

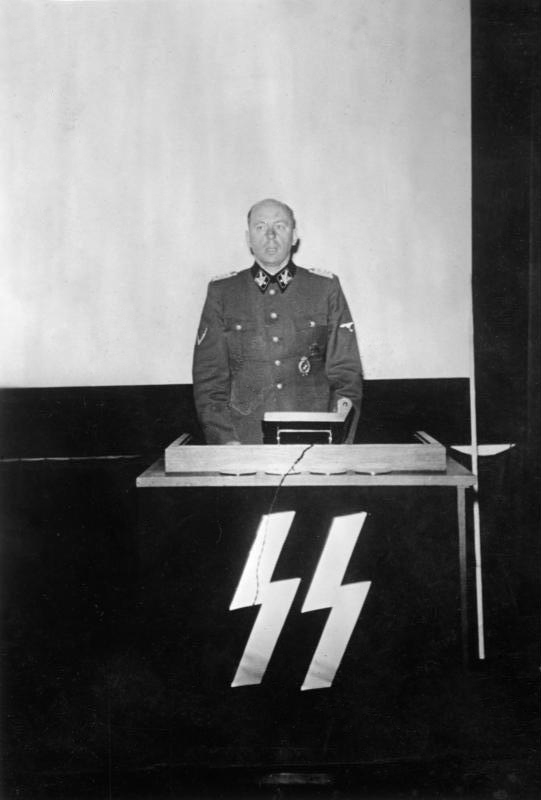
Otto Hofmann tijdens een toespraak in Nederland (juli 1942)

## Afkorting
- mit der Führung beauftragt (m. d. F. b.) - vrije vertaling: met het leiderschap belast